# Zakłady Chemiczne Hajduki
Zakłady Chemiczne Hajduki (początkowo Rudolf Rütgers Chemische Fabrik für Theerprodukte, Zakłady Koksochemiczne Hajduki) – polskie przedsiębiorstwo państwowe, które prowadziło zakłady chemiczne w Chorzowie-Batorym, założone w 1888 roku jako prywatna firma, upaństwowione w 1945 roku, zlikwidowane w 2012 roku.
W czasach PRL-u jeden z dwóch największych producentów benzoli w Polsce, a także jeden z najbardziej szkodliwych dla środowiska zakładów krajowych.

## Historia

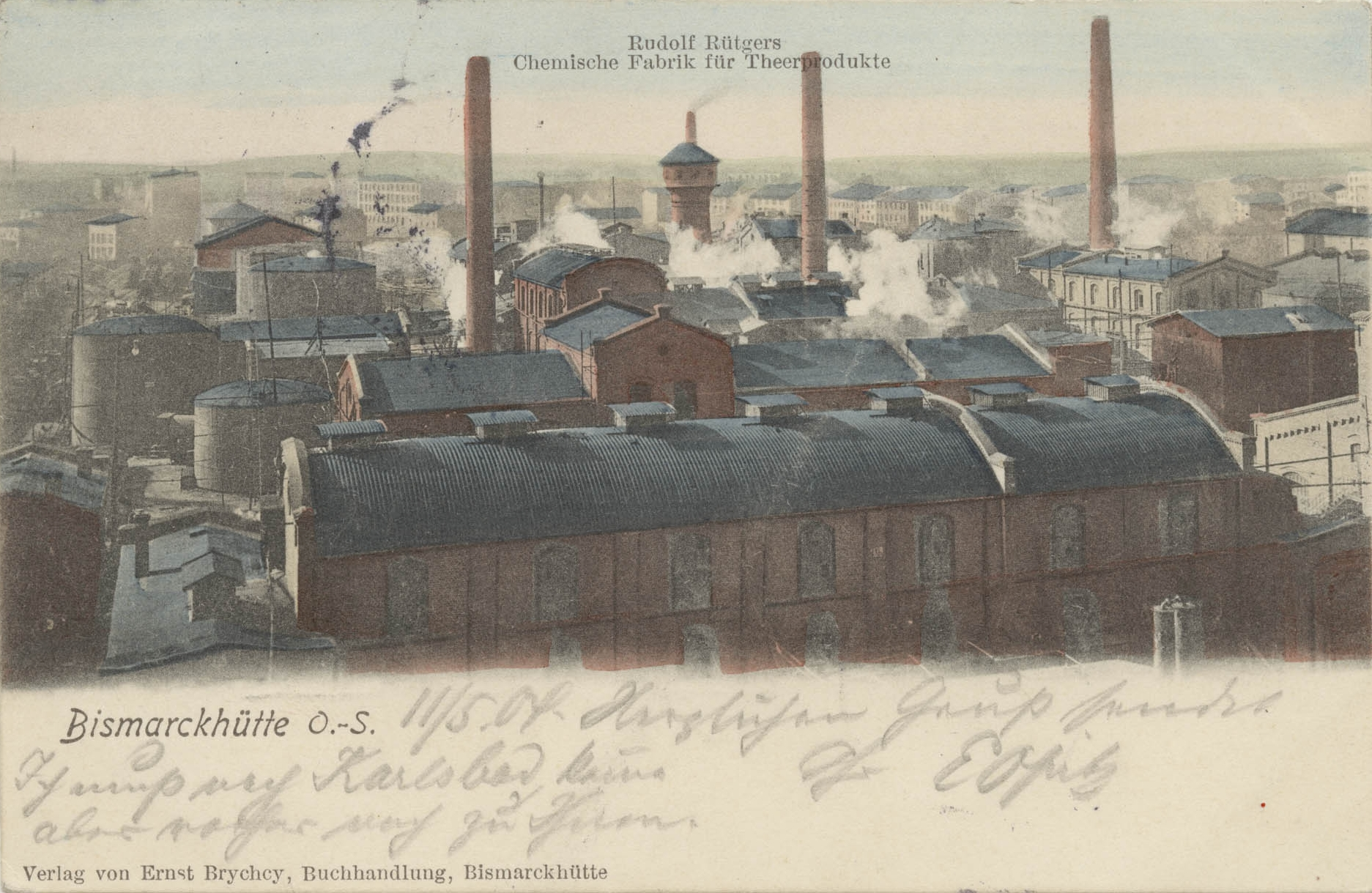
Zakłady chemiczne Rudolfa Rütgersa w Bismarckhütte, pocztówka z 1904 roku

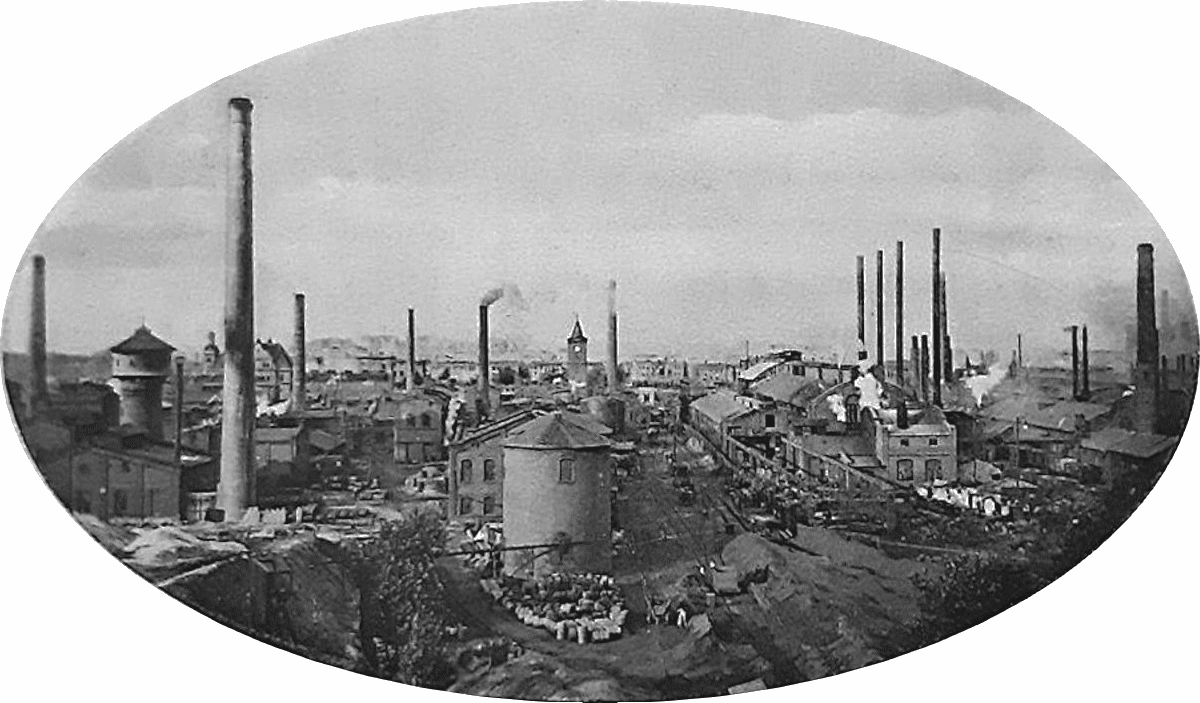
Zakłady chemiczne Rudolfa Rütgersa w Bismarckhütte (1916)

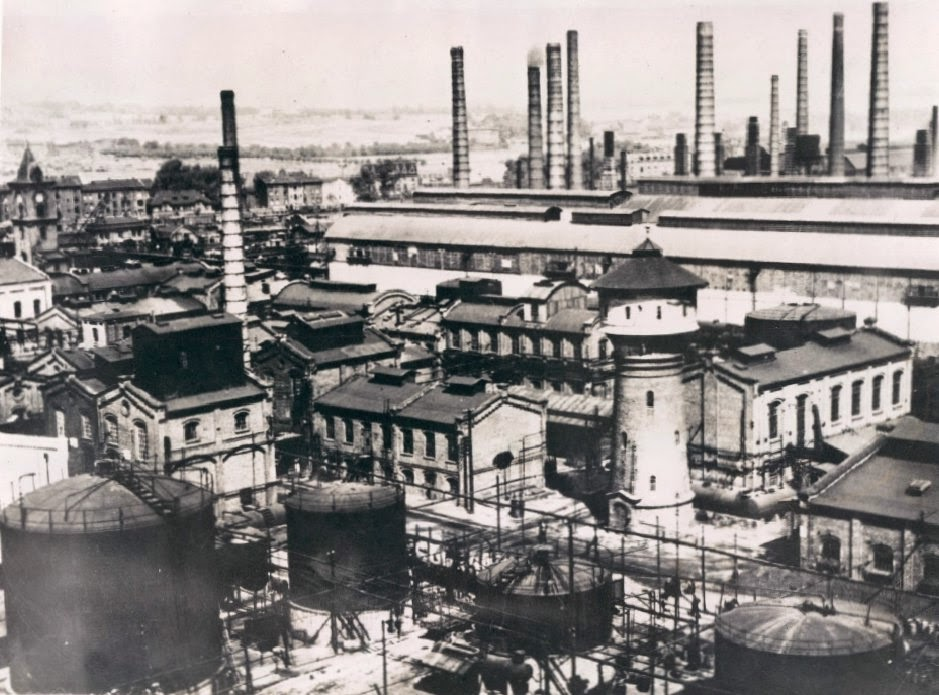
Zakłady chemiczne w Chorzowie, w tle Huta Batory (1939)

Zakłady założono pod koniec XIX wieku w Chorzowie-Batorym, wówczas Bismarckhütte, za datę rozpoczęcia ich działalności przyjmuje się rok 1888. Powstały na terenie destylarni smoły założonej w 1880 roku, która należała do Polaka o nazwisku Ćmok oraz zbudowanego nieopodal zakładu przerobu smoły węglowej, który należał do Rudolfa Rütgersa. Rütgers odkupił zakład Ćmoka w 1890 roku. Potencjał przeróbczy jego przedsiębiorstwa obejmował wówczas: 6 retort do przeprowadzania destylacji smoły, 2 retorty do destylowania olejów, niewielką chłodnię antracenu i naftalenu, zakład dysponował także kotłownią parową i turbiną na prąd stały. W 1897 roku doszło do pożaru, który zniszczył część aparatury. W ich miejsce utworzono zakład całkowitej przeróbki oleju karbolowego w 1901 roku. Firma została przekształcona w Towarzystwo Akcyjne w 1911 roku pod nazwą Rütgerswerke AG z siedzibą w Berlinie. Spółka poza fabryką w Hajdukach obejmowała wszystkie pozostałe zakłady, które należały do Rudolfa i Juliusza Rütgersów (np. fabryka w Sośnicy, zakłady impregnacji drewna w Tarnowskich Górach i Chełmie, a także zakłady w Austrii, na Morawach i w Niemczech), a jej udziałowcami były m.in. przedsiębiorstwa o podobnym profilu działalności oraz banki. Przed I wojną światową zbudowano m.in. ciąg technologiczny do przerobu oleju karbolowego, który obejmował dwa piece wapienne, ługownię, klarownię, oddziały saturacji, kaustyfikacji, destylacji suchych fenoli, ekstrakcji zasad pirydynowych.
Po I wojnie światowej, w 1919 roku powstało nowe przedsiębiorstwo o nazwie Kokerei-Vereinigung GmbH, również z siedzibą w Berlinie, do którego wydzielono wszystkie przedsiębiorstwa spółki Rütgerswerke AG, które znajdowały się na terenie Górnego Śląska i Polski. W 1922 roku spółka przekształciła się w spółkę z ograniczoną odpowiedzialnością o nazwie Związek Koksowni, z siedzibą w Katowicach, której udziałowcami były m.in. Rybnickie Gwarectwa, Huta Pokój, Skarboferm, hrabia Ballerstrem, hrabia Donnersmarck. W latach 1932–1933 ciąg produkcyjny wzbogacono o odwadnianie smoły w trybie ciągłym. W czasie II wojny światowej zakład uruchomił instalację do ciągłego rozfrakcjonowania benzolu systemu Koppers.
28 stycznia 1945 roku zakłady zostały przejęte przez pełnomocnika państwowego, a ich ponowne uruchomienie nastąpiło 18 lutego tegoż roku, po usunięciu uszkodzeń wywołanych mrozami oraz zniszczeniami wojennymi. Pracownicy otrzymali do dyspozycji centralną łaźnię i szatnię, które zostały wybudowane w 1949 roku. Powstała jednostka do ciągłej destylacji benzolu w 1947 roku, oddział tejże destylacji w 1949 roku oraz druga destylarnia benzolu w 1952 roku. Po II wojnie światowej zmodernizowano wszystkie oddziały produkcyjne, m.in. uruchomiono w 1952 roku największą w Polsce jednostkę ciągłej destylacji smoły w systemie Broabd, a w 1959 roku oddano do użytku zakładowe laboratorium analityczno-doświadczalne; do 1970 roku zainwestowano w przedsiębiorstwo około 400 mln zł. W 1977 roku zakłady zatrudniały około 900 osób, a wartość produkcji rocznej wynosiła przeszło 500 mln zł (po raz pierwszy osiągnięta w 1962 roku); eksportowano około 20% produkcji do 50 państw (stan na 1977 rok) – zakład dysponował własną bocznicą kolejową.
Od 1989 roku zaprzestano przetwarzania fenolanów i smoły, a w 1990 roku  Zakłady trafiły na Listę 80, tj. opublikowany przez ministerstwo środowiska wykaz najbardziej szkodliwych przedsiębiorstw w Polsce. Z czasem niektóre podmioty zostały wykreślone z tejże listy, jednak Zakłady Chemiczne Hajduki pozostały na niej co najmniej do 2005 roku, wraz z 36 innymi podmiotami.
Zakłady Chemiczne Hajduki wykreślono z rejestru przedsiębiorców w 2012 roku, następnie zostały one sprzedane spółce Invest Park Hajduki SA, która ma swą siedzibę przy ul. Stalowej 17 w Chorzowie, w zabytkowym budynku dyrekcji Zakładów z 1898 roku. Invest Park Hajduki zajął się rewitalizowaniem terenu po Zakładach Hajduki, z którego utworzono miejsce dla nowych przedsiębiorstw. Produkcja farb z logo zakładów realizowana jest przez Polifarb Kalisz.

## Profil działalności

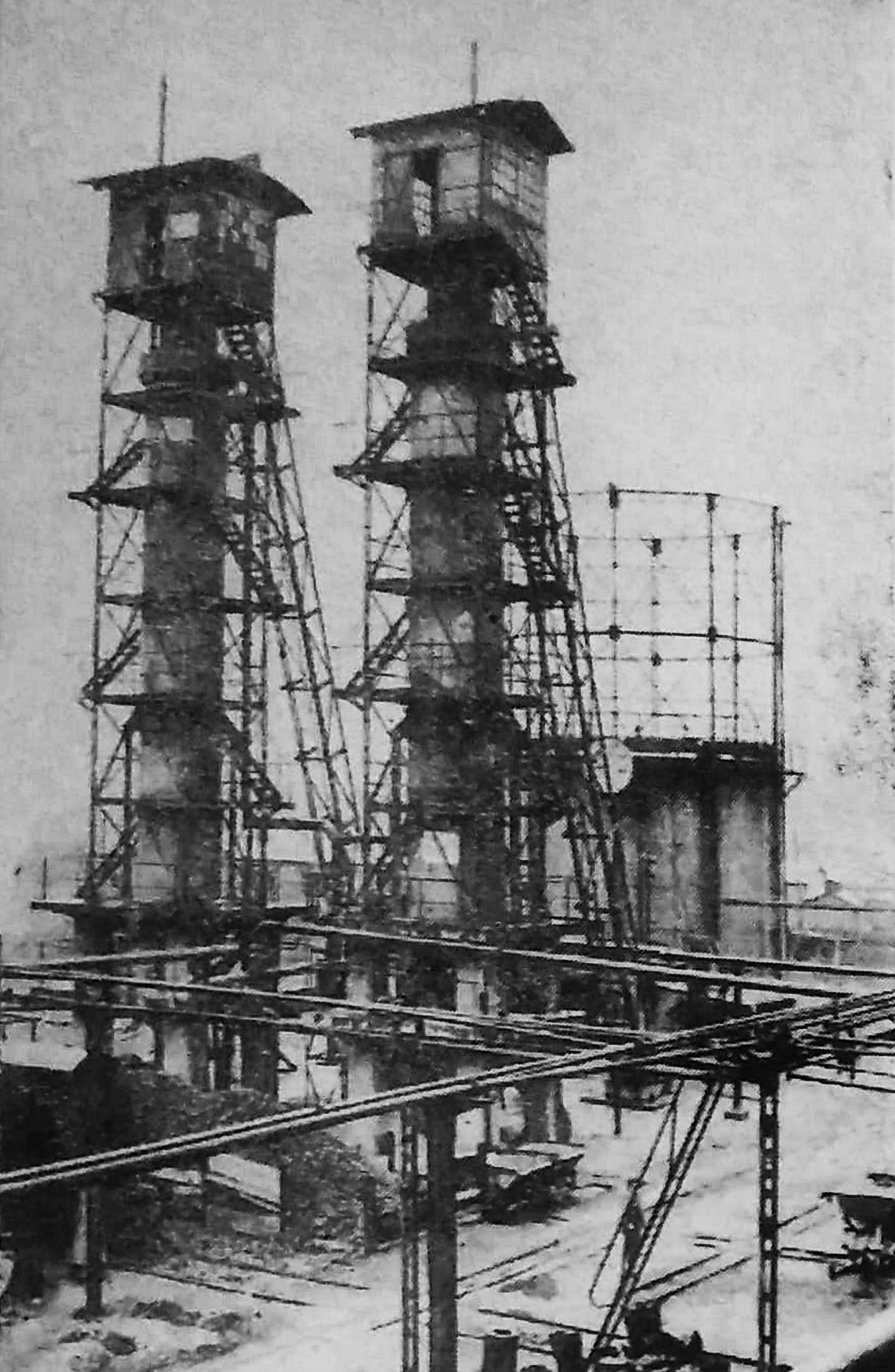
Piece wapienne przy fenolowni Zakładów Chemicznych Hajduki (przed 1964)

Początkowa działalność fabryki opierała się na produkcji: smoły, oleju, naftalenu i benzolu. Wytwórczość firmy około 1913 roku obejmowała: smołę, oleje, benzol motorowy, fenol, krezole, zasady pirydynowe. Do I wojny światowej rozpoczęto także produkcję acenaftenu i krystalicznego siarczanu amonu, a także żywic kumarenowo-indenowych. W latach 1914–1918 poszerzono asortyment o benzen i toluen. W 1927 roku rozpoczęto produkcję kwasu benzoesowego, a rok później – smół drogowych. Przerób smoły surowej w hajduckich zakładach w okresie międzywojennym był na tyle znaczny, że wraz z koksownią Emma w Radlinie zaspokajał w całości zapotrzebowanie krajowe. Po II wojnie światowej Zakłady odbierały wody koksownicze z wszystkich koksowni w Polsce, które poddawano odfenolowaniu i były największym w Polsce producentem benzoli do czasu uruchomienia zakładu w Blachowni Śląskiej, który zasiliła kadra Zakładów Hajduki. Rozpoznawalnym produktem na rynku krajowym były wyroby malarskie: farby „z motylkiem” – logo Zakładów.
W latach 70. XX wieku przedsiębiorstwo produkowało artykuły stanowiące pochodne węgla, m.in. surowy benzol, smołę surową, odczynniki chemiczne, żywice jasne, łącznie około 35 produktów (stan na 1977 rok). Niektóre produkty były zaliczone do grupy „A”, która oznaczała nowoczesną produkcję, a jeden z produktów został oznaczony znakiem jakości „Q” (stan na 1977 rok). Działało osiem ciągów produkcyjnych (stan na 1977 rok):
- wydział przerobu smoły, pod który podlegały oddziały antracenu, naftalenu,
- wydział przerobu benzolu, pod który podlegały oddziały: fenolu, pirydyn i benzolu[10].

Zastosowane rozwiązania technologiczne obejmowały: destylację benzolu surowego, fenolu i oleju naftalenowego w trybie ciągłym, rafinację naftalenu, wykorzystanie kolumny pulsacyjnej przy ekstrakcji pirydyn.

### Wkład w rozwój technologii przemysłu
Załoga zakładów opracowała liczne patenty, obejmujące takie zagadnienia, jak: frakcjonowanie smoły koksowniczej, oczyszczanie toluenu we frakcji benzenowej, oczyszczanie 3,5-dwumetylobenzenu oraz hydroksybenzenu, sposób oczyszczania antracenu, oczyszczanie benzenu ze związków siarki, rafinację benzenu, produkcję żywic indenowych oraz indenowo-kumarenowych, uzyskiwanie wysokoprocentowego antracenu i 2-4-6 trójmetylopirydyny.

## Zaplecze socjalne

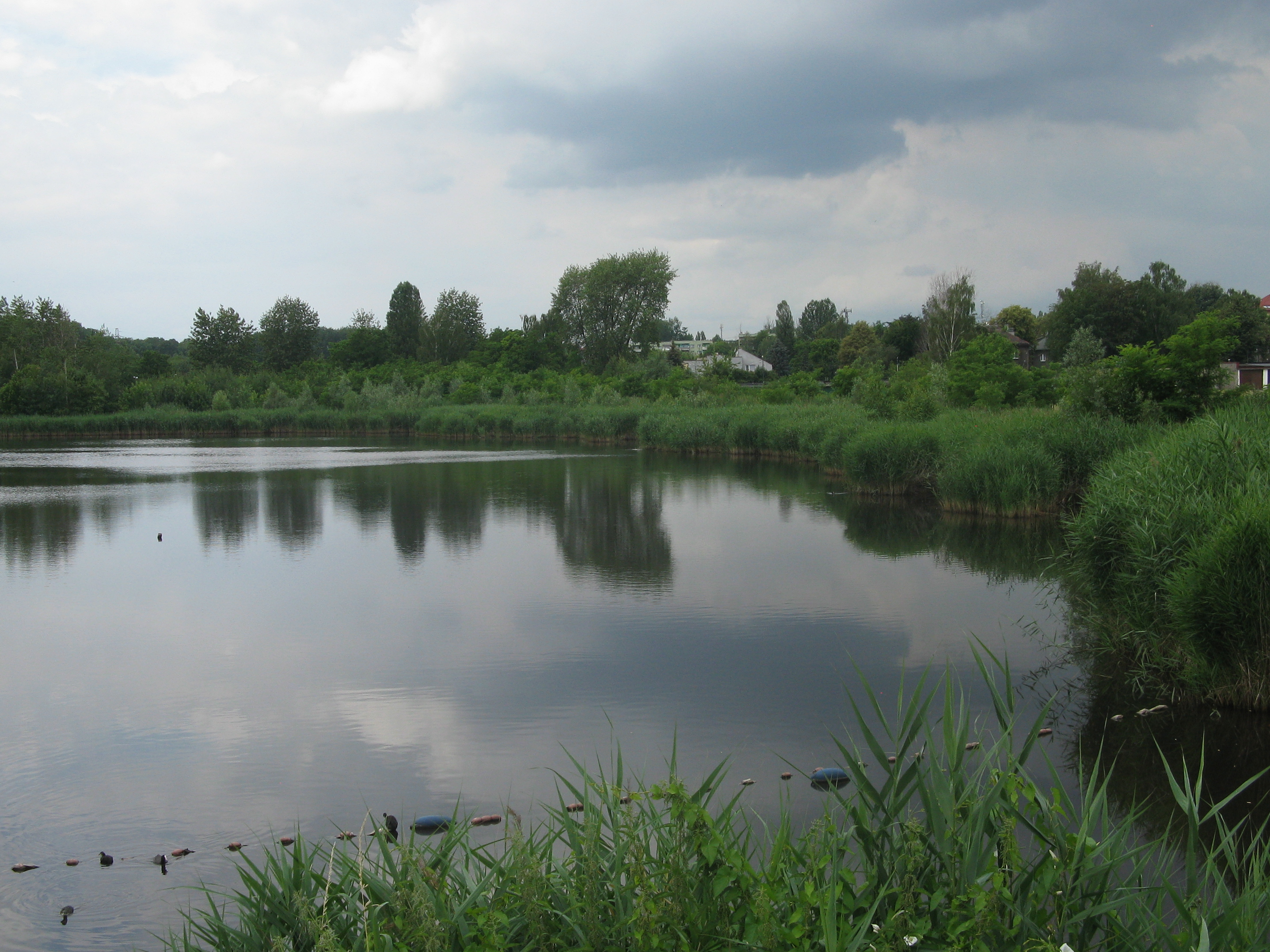
Staw Kalina w Świętochłowicach (2018)

Zakłady Chemiczne Hajduki wybudowały m.in.:
- 30-rodzinny blok mieszkalny i przedszkole w 1959 roku[6],
- drugi blok mieszkalny oraz remizę strażacką w 1961 roku[6],
- trzeci blok mieszkalny[4] po 1962 roku[9]
- dom wypoczynkowy „Góralka” w Polanicy dla załogi w 1962 roku[6],
- Hotel Robotniczy[9].

## Wpływ na środowisko
Zakłady miały bezpośredni wpływ na poważne zanieczyszczenie stawu Kalina, gdyż odpady składowane na zakładowej hałdzie przenikały do wód stawu, gleby i wód podziemnych. Hałda znajduje się na terenie Świętochłowic, zajmując 5,1 ha. Zgromadzono na niej 919 ton odpadów, w tym szlamy wapienne zanieczyszczone fenolami po kaustyfikacji sody, odpady smoliste, osady z oczyszczalni ścieków, jak również odpady formalnie nieuznawane za niebezpieczne, jak żużle z kotłowni. Początkowo hałda nie miała żadnej izolacji, przez co odcieki z niej spływały do gleby i stawu. Pewne bariery zainstalowano w latach 90. XX w., a odcieki skierowano do zakładowej oczyszczalni ścieków. Pokryto też hałdę glebą i obsadzono ją roślinnością. Później część ścieków kierowano do innej oczyszczalni w Klimzowcu. Działania te przyniosły niewystarczającą poprawę jakości środowiska. W tej okolicy początkowo ustanowiono 21 piezometrów do badania wód podziemnych, z których do 2016 przetrwało 4. W 2016 we wszystkich stężenie fenoli lotnych wielokrotnie przekraczało normę wynoszącą 0,01 mg/l, sięgając 50 mg/l. Przekroczone były też normy jonów amonowych (norma – 1,5 mg/l, najwyższe stwierdzone stężenie – 322 mg/l), lotnych węglowodorów aromatycznych (BTX, norma – 0,1 mg/l, najwyższe stwierdzone stężenie – 0,34 mg/l) i ogólnego węgla organicznego (norma – 10 mg/l, najwyższe stwierdzone stężenie – 2090 mg/l). Zasolenie wód podziemnych wyrażanie stężeniem poszczególnych anionów – wodorowęglanów (do 2135 mg/l), siarczanów (do 6803 mg/l) i chlorków (do 780 mg/l) przekraczało normy, ale nie w każdym przypadku. Kilka lat wcześniej oprócz norm tych substancji stwierdzano przekroczenia norm dla odczynu wód, arsenu, chromu, cynku i niklu oraz zasolenia wyrażanego jako przewodność elektrolityczna właściwa. Normy stężenia fenoli w obrębie stawu zostały przekroczone 30 tysięcy razy (dane na 2012 rok). Usunięcie zanieczyszczeń jest na tyle kosztowne, że przekraczało możliwości finansowe budżetu Świętochłowic i województwa śląskiego. Kilkukrotnie planowano rewitalizację stawu, jednak do 2020 roku nie została ona przeprowadzona.